# Apostol
Apostol – węgierska rockowa grupa muzyczna, założona w 1970 roku.

## Historia
Grupa została założona w Budapeszcie w lipcu 1970 roku. Na festiwalu grup amatorskich w Salgótarján zespół zdobył złoty dyplom. Grupa zaczęła tymczasowo grać w restauracjach w Balatonföldvár i Balatongyöngye w następującym składzie: Zoltán Németh (fortepian), László Debreceni (gitara basowa), János Deák (saksofon), András Kozma (gitara), Ferenc Szalánczy (puzon), Mihály Peterdi (perkusja). Jesienią 1970 roku do zespołu przyszli gitarzysta Béla Deák i perkusista Béla Nagy. Wkrótce później zespół został wyróżniony w festiwalu piosenki krajowej i dostał się do finału festiwalu w Salgótarján. W grudniu 1970 roku do zespołu dołączył Mihály Deák (perkusja), a miesiąc później – Attila Deseő (saksofon). Festiwal w Salgótarján grupa wygrała i w nagrodę wystąpiła na Kisstadionie jako support przed Georgie Fame’em i Alanem Price’em. We wrześniu 1971 roku Deáka zastąpił Mihály Lifka (trąbka), a w grudniu za Kozmę przyszedł Pál Makrai. Wkrótce później do zespołu dołączyły trzy wokalistki: Klementína Magay, Katalin Kassai oraz Marcella Babits, a także István Gábor (saksofon) i József Nagy (trąbka). W sylwestra 1972 roku zespół rozpoczął trasę koncertową w RFN, a w maju 1973 koncertował w Szwecji. W tym samym roku József Nagy wyemigrował do Szwajcarii w czasie, gdy grupa udzielała koncertów w tym kraju. W tym samym roku zespół opuścili Szalánczy i Debreceni, który postanowił spróbować założyć zespół za granicą. W maju 1973 roku do zespołu dołączył József Csiba (trąbka), a we wrześniu László Pete (puzon). W miejsce Debreceniego do grupy powrócił András Kozma (gitara basowa), a pod koniec 1973 roku do grupy przyszedł wokalista József Meződi, który miał duży wpływ na zmianę stylu zespołu z jazzowego na bardziej humorystyczny. W maju 1974 roku Apostol wystąpił na Międzynarodowym Festiwalu Jazzowym w Czechosłowacji, zdobywając nagrodę „Europejska Ekstraklasa”. W czerwcu 1974 roku Makrai i Kozma przenieśli się do nowej grupy towarzyszącej Zsuzsy Koncz – Korál, a w ich miejsce przyszli Miklós Felkai (gitara) i Gábor Heilig (gitara basowa). W 1975 roku zespół wystąpił na festiwalu Made in Hungary z piosenką „Nehéz a boldogságtól búcsút venni”, która stała się hitem. W 1976 roku do grupy dołączył nowy perkusista, András Veszelinov, który zastąpił Mihálya Deáka. Ponadto w miejsce Heiliga przyszedł Géza Gombos, a Csibę zastąpił János Kovács. W 1978 roku został wydany pierwszy album studyjny grupy, A létrán. Pod koniec 1979 roku zespół grał w składzie Zoltán Németh, József Meződi, László Pete, András Veszelinov, László Baranszky (gitara) i Lajos Szaniszló (trąbka). W 1980 roku grupa wystąpiła w Zjednoczonych Emiratach Arabskich, a rok później – w Rock Színház. W 1984 roku Veszelinova zastąpił Ferenc Szabó. W marcu 1999 roku zespół koncertował w Budapest Sportcsarnok wraz z Demisem Roussosem.

## Dyskografia
- A cirkuszi kikiáltó / Az esti utcán (singel, 1971)
- Vándor, milyen az út? / Ki lehet a párja? (singel, 1972)
- Hívj fel / Visszatér (singel, 1973)
- A létrán (1978)
- Vágyak (1980)
- Számtan (1984)
- Aranyalbum (kompilacja, 1996)
- Nehéz a boldogságtól búcsút venni - Best Of (kompilacja, 1998)
- Ne felejts el soha szeretni (1999)
- Koncertalbum (koncertowy, 1999)
- Boldogság sziget (2004)
- A létrán (wznowienie, 2004)
- Platina sorozat (kompilacja, 2006)

## Członkowie zespołu

### Obecni
- Zoltán Németh – instrumenty klawiszowe (od 1970)
- László Pete – puzon (od 1973)
- József Meződi – wokal (od 1973)
- László Baranszky – gitara (od 1979)
- Lajos Szaniszló – trąbka (od 1979)
- Ferenc Szabó – perkusja (od 1984)

### Dawni
- László Debreceni – gitara basowa (1970–1973)
- János Deák – saksofon (1970–1971)
- András Kozma – gitara (1970–1971, 1973–1974)
- Ferenc Szalánczy – puzon (1970–1973)
- Mihály Peterdi – perkusja (1970)
- Béla Deák – gitara (1970–1971)
- Béla Nagy – perkusja (1970)
- Mihály Deák – perkusja (1970–1976)
- Attila Deseő – saksofon (1971–1972)
- Mihály Lifka – trąbka (1971–1972)
- Pál Makrai – gitara (1971–1974)
- Marcella Babits – wokal (1972–1973)
- Katalin Kassai – wokal (1972–1973)
- Klementína Magay – wokal (1972–1973)
- István Gábor – saksofon (1972–1978)
- József Nagy – trąbka (1972–1973)
- József Csiba – trąbka (1973–1976)
- Miklós Felkai – gitara (1974–1979)
- Gábor Heilig – gitara basowa (1974–1976)
- András Veszelinov – perkusja (1976–1984)
- Géza Gombos – gitara basowa (1976–1979)
- János Kovács – trąbka (1976–1979)